# テ・アクエルダス・デ・ミ
『テ・アクエルダス・デ・ミ』（スペイン語: Te acuerdas de mí）は、メキシコのテレビドラマ。ラス・エストレージャスで2021年1月18日に初公開された。

## 登場人物
ペドロ・カセレス
演 - ガブリエル・ソト
ベラ・ソリス
演 - ファティマ・モリーナ